# Piruna aea
Piruna aea är en fjärilsart som beskrevs av Dyar 1912. Piruna aea ingår i släktet Piruna och familjen tjockhuvuden. Inga underarter finns listade i Catalogue of Life.